# Daha Utara
Daha Utara (indonez. Kecamatan Daha Utara) – kecamatan w kabupatenie Hulu Sungai Selatan w prowincji Borneo Południowe w Indonezji.
Kecamatan ten graniczy od północy z kabupatenem Hulu Sungai Utara, od wschodu z kabutapenem Hulu Sungai Tengah, a od południa i zachodu z kecamatanem Daha Selatan.
W 2010 roku kecamatan ten zamieszkiwały 30 284 osoby, z których 8 188 stanowiła ludność miejska, a 22 096 wiejska. Mężczyzn było 14 990, a kobiet 15 294. 30 273 osób wyznawało islam.
Znajdują się tutaj miejscowości: Baruh Kembang, Belah Paikat, Hakurung, Hamayung, Hamayung Utara, Mandala Murung Mesjid, Murung Raya, Paharangan, Pakan Dalam, Pakapuran Kecil, Pandak Daun, Panggandingan, Paramaian, Pasungkan, Sungai Garuda, Sungai Mandala, Taluk Haur, Tambak Bitin, Teluk Labak.